# Telegrafi (tidning)
Telegraf, även Telegrafi, är en albansk tidning samt nyhetstjänst på internet. Telegraf bildades år 2006. Telegraf är baserad i Tirana, men utges över hela landet. Dess nyheter sprids dels genom papperstidningen samt på dess webbplats.